# Forêt domaniale de Russy
La forêt domaniale de Russy est un massif forestier qui s'étend au sud de la ville de Blois, dans le Loir-et-Cher, en France métropolitaine. Avec une superficie de 3 250 ha, elle figure parmi les forêts majeures du pays blésois.

## Caractéristiques

### Géographie

#### Généralités
La forêt de Russy se tient sur le coteau de la rive gauche de la Loire, cernée entre les vals creusés par le fleuve et le Cosson au nord, et par le Beuvron au sud, formant ainsi des frontières naturelles pour la végétation.

### Flore

#### Arbres
Les essences les plus communes de la forêt de Russy sont :
- le charme,
- le châtaignier,
- le chêne pédonculé,
- le chêne rouvre,
- le hêtre,
- le pin sylvestre,
- le saule marsault.

#### Champignons
Tout comme la forêt de Blois présente sur la rive droite de la Loire, la forêt de Russy constitue un espace privilégié pour la cueillette de champignons en automne.
De nombreuses espèces comestibles y ont été recensées, telles que :
- des cèpes,
- des coulemelles,
- des girolles,
- des oronges,
- des pieds bleus,
- des russules charbonnières et verdoyantes,
- des têtes-de-moines,
- des trompettes des morts.

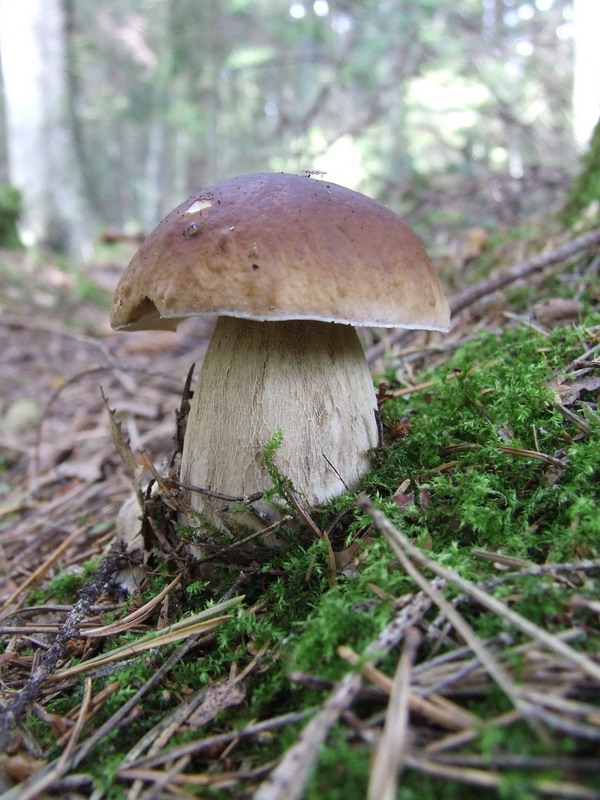
Cèpe de Bordeaux
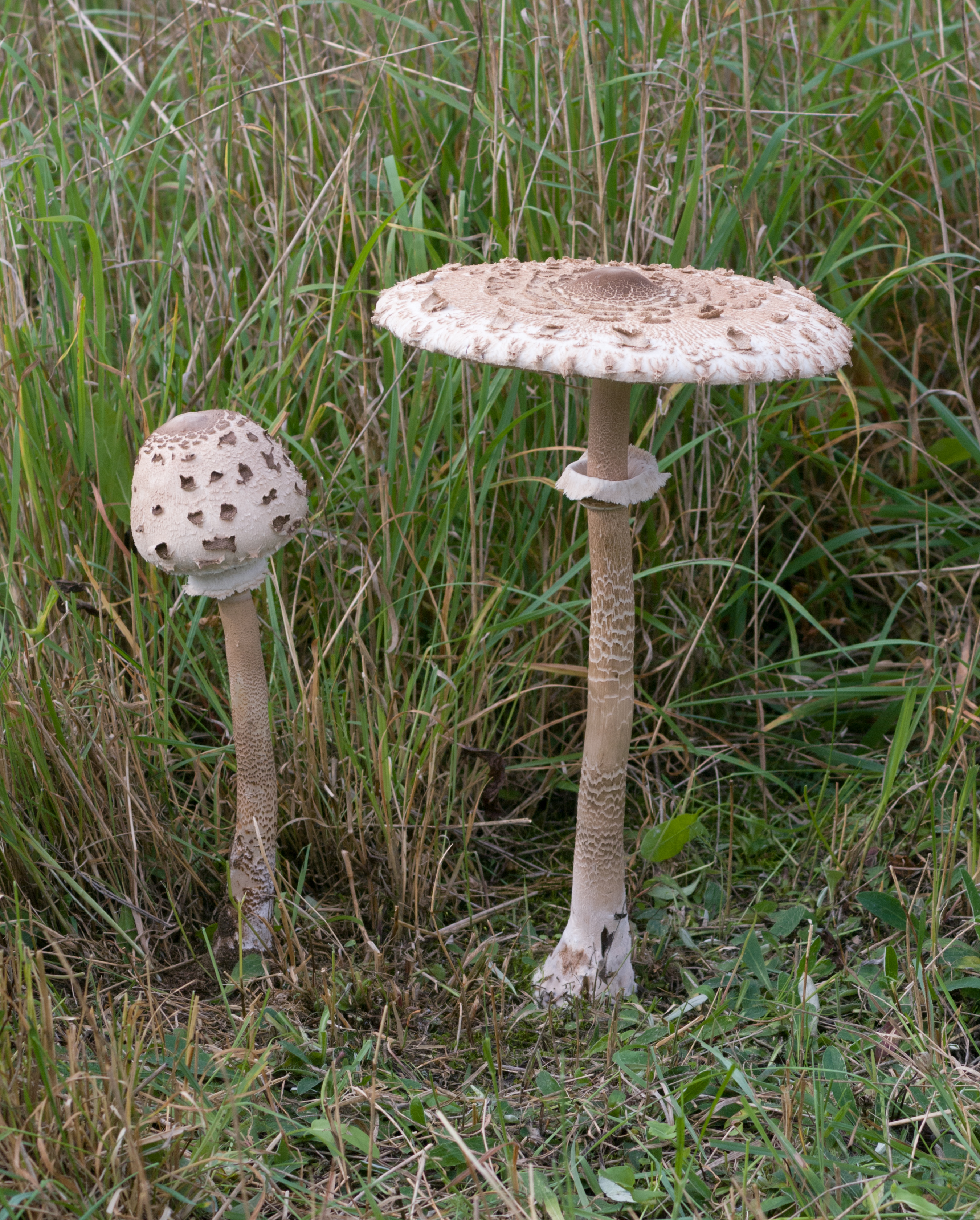
Coulemelles
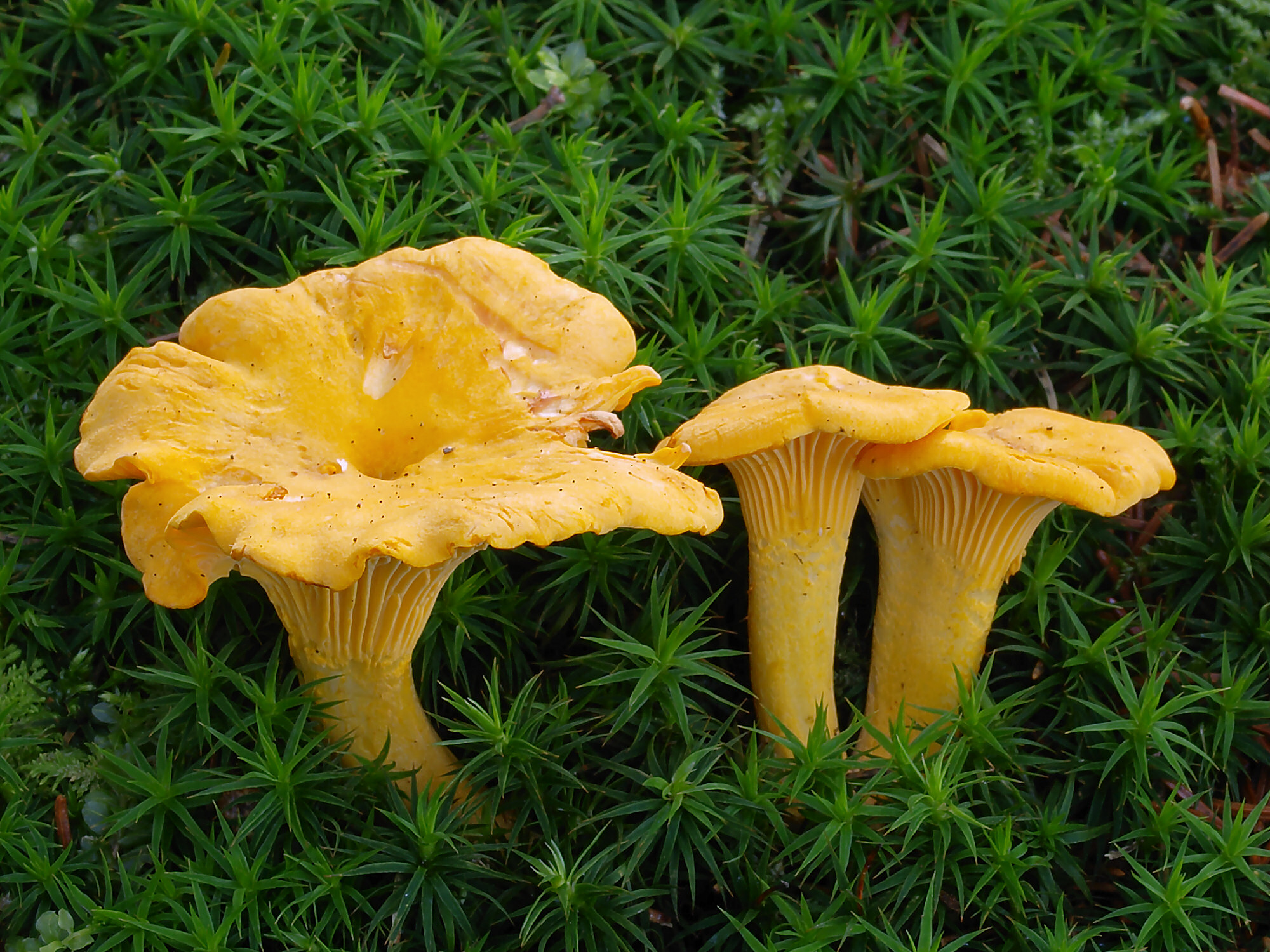
Girolles
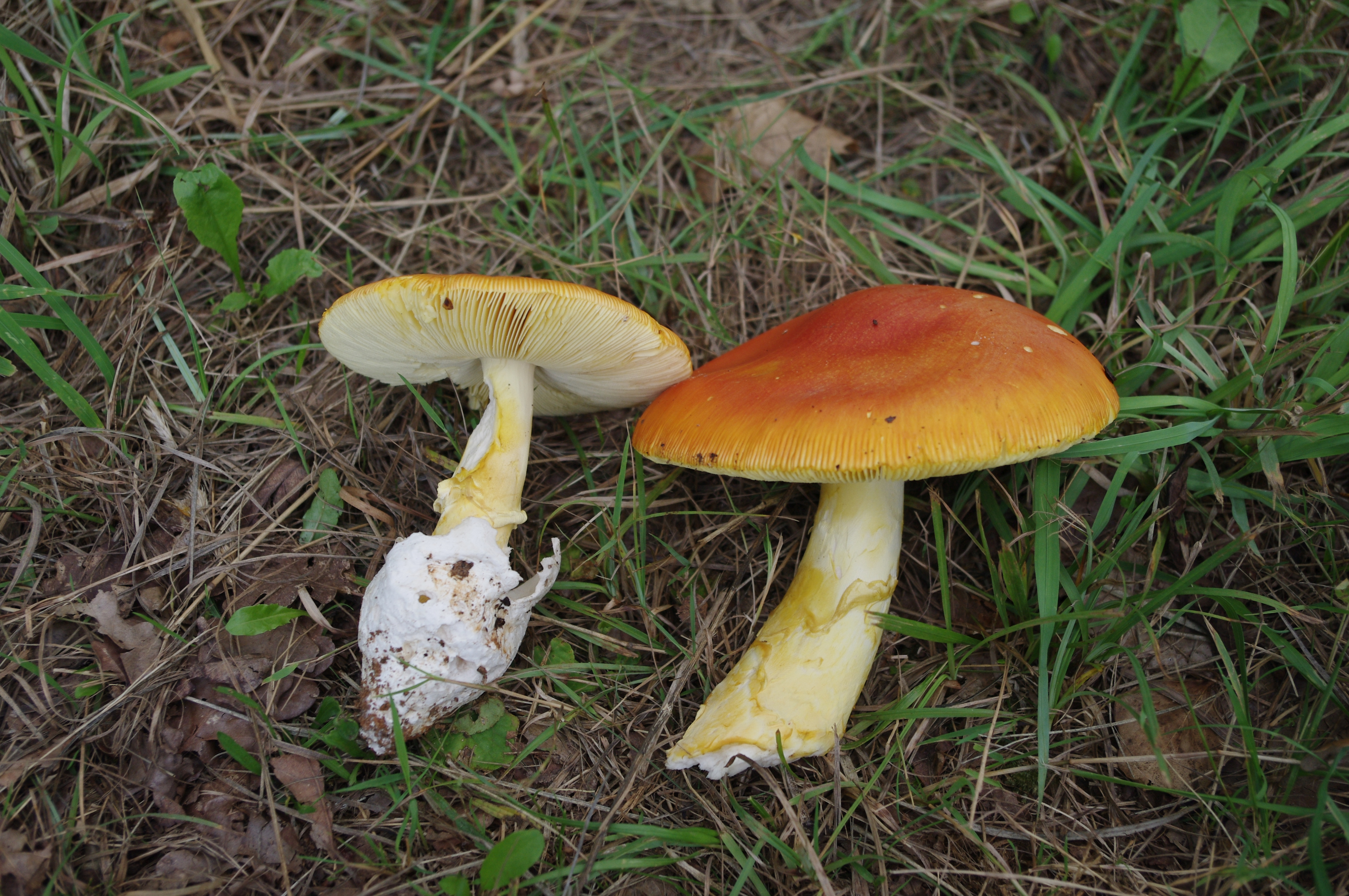
Oronges
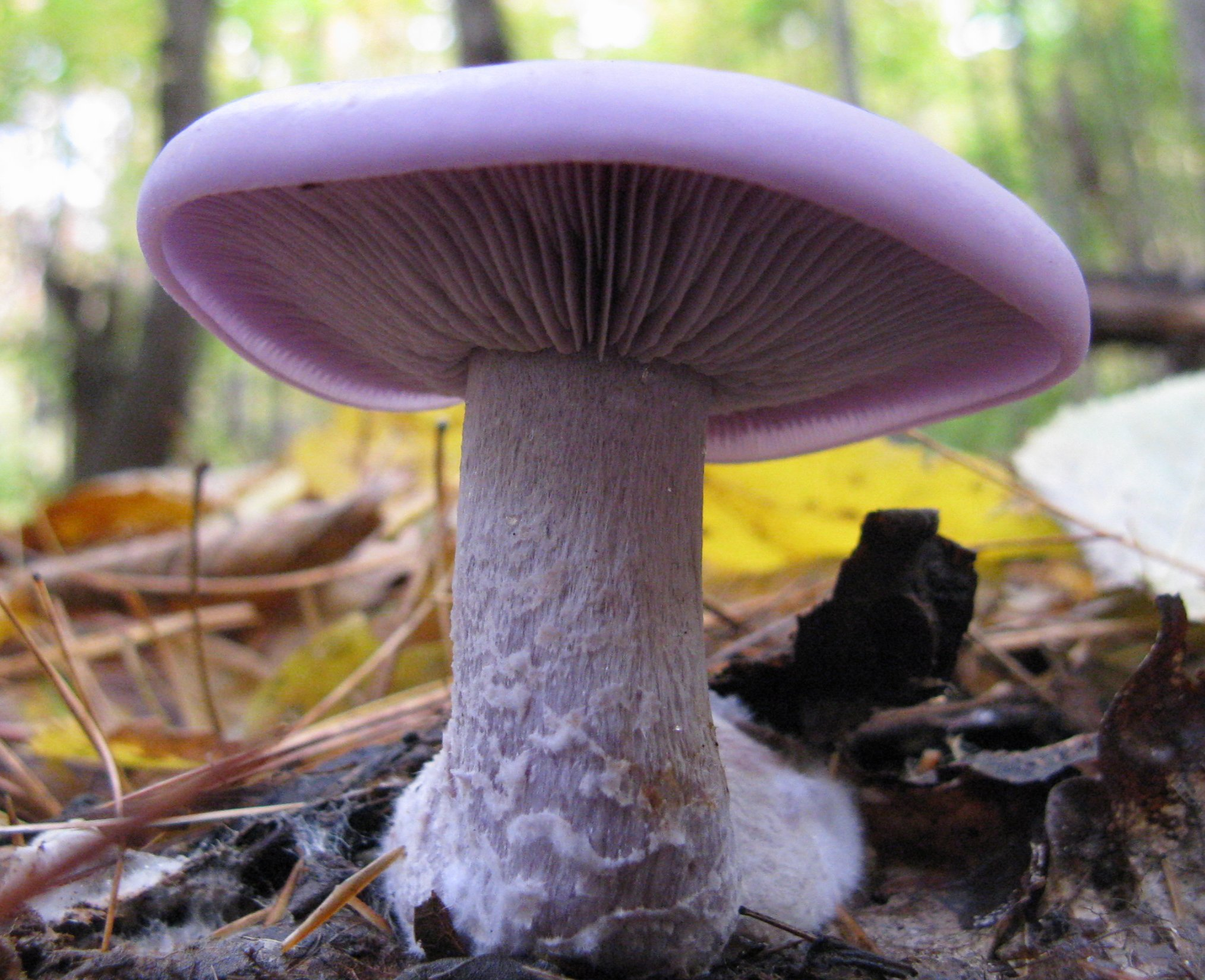
Pied bleu

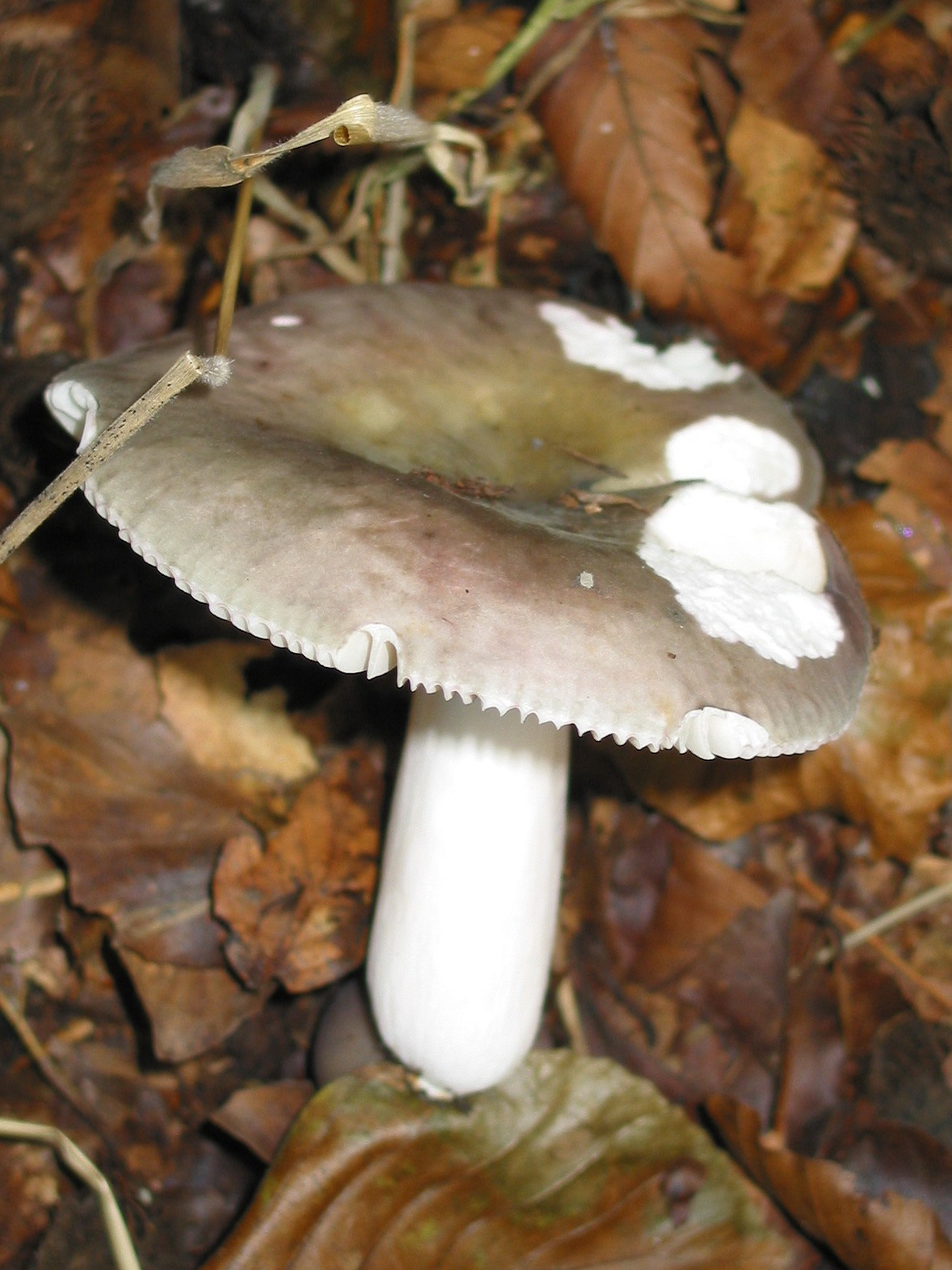
Russule charbonnière
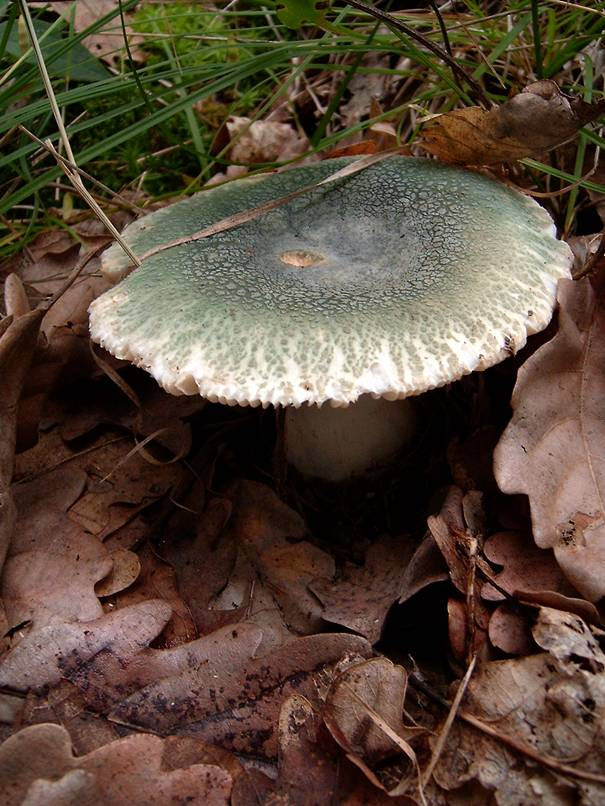
Russule verdoyante
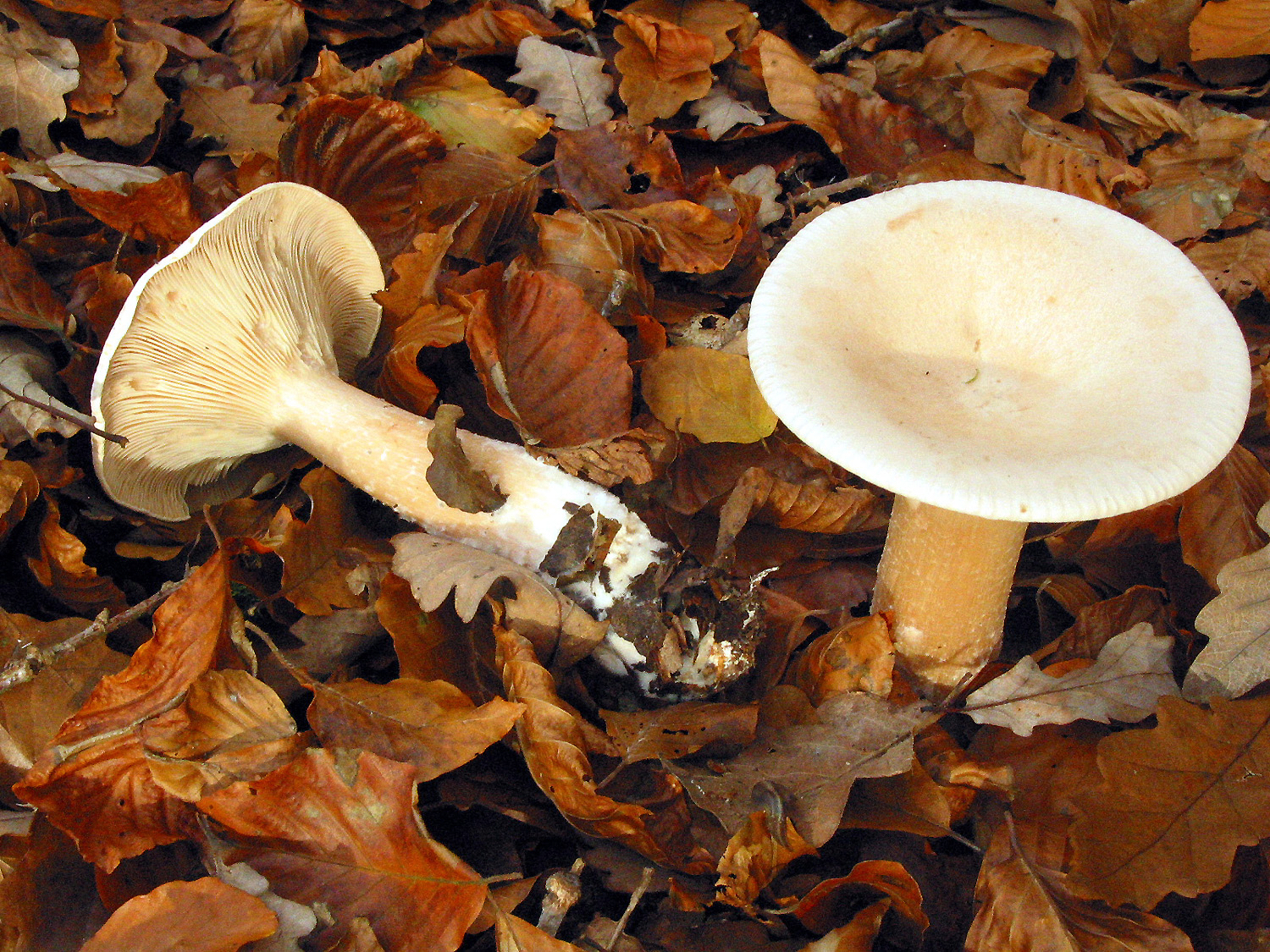
Têtes-de-moines
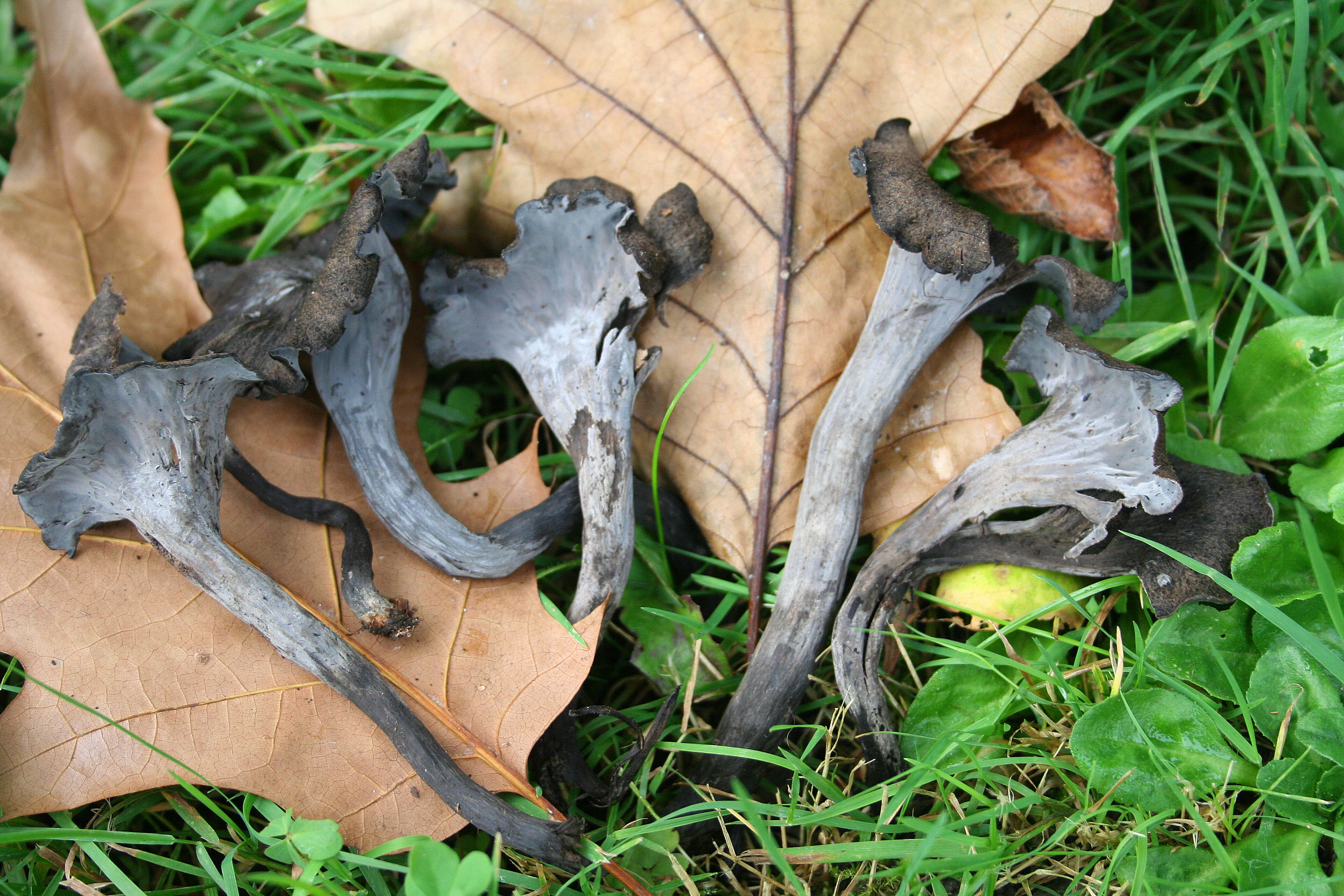
Trompettes des morts

En forêt de Russy, la cueillette de champignons est limitée à 5 L (équivalent à un panier classique), afin de préserver leur croissance pour l’année suivante et la biodiversité dans son ensemble.

### Faune

#### Période de chasse
Comme les autres forêts de la région, la chasse reste toujours pratiquée au sein de la forêt de Russy, en particulier en automne et en hiver (généralement entre septembre et mars).
Puisque l’accès à la forêt peut s’avérer dangereux lors de jours de chasse, celle-ci n’est pratiquée ni tous les jours, ni sur toute la forêt en même temps. En effet, la forêt est séparée en 6 lots :
- Lot no 1 (en bleu-vert ci-contre : aux abords de Mont-près-Chambord), où la chasse est autorisée du lundi au vendredi ;
- Lot no 2 (en marron : entre Chailles et Cellettes, et aux abords de Seur et des Montils), où la chasse est autorisée le lundi et quelques vendredis ;
- Lot no 3 (en vert : aux abords de Blois), où la chasse est autorisée le lundi, mardi, jeudi et vendredi, seulement en matinée et en soirée ;
- Lot no 4 (en rouge : aux abords de Saint-Gervais-la-Forêt), où la chasse est autorisée aux mêmes moments que le lot précédent ;
- Lot no 5 (en bleu-vert ci-contre : aux abords du carrefour de la Pate d'Oie) où la chasse est autorisée aux mêmes moments que le lot n°1 (c'est-à-dire le lundi et quelques vendredis) ;
- Lot no 6 (en gris : au nord de Cellettes), où la chasse est autorisée aux mêmes moments que les lots n°3 et 4.

Par conséquent, la chasse n'est a priori pas tolérée le week-end en forêt de Russy.
Lorsqu'une partie de la forêt se trouve en cours de chasse, les chasseurs sont tenus de le signaler à chaque entrée par un panneau indiquant « Chasse en cours ».
Ces informations étant susceptibles de changer d'une année à l'autre, il est recommandé de se tenir informé sur le site officiel de la Fédération départementale de chasse du Loir-et-Cher.

## Toponymie
Le nom de la forêt fait référence à un lieu-dit aujourd'hui disparu, « Russy », qui se situait sur l'actuelle commune de Seur, au sein de son hameau de la Bruyère.
Bien que l'origine exacte de ce toponyme demeure incertaine, son usage s'est maintenu dans la région du pays blésois. Un autre hameau, situé cette fois sur la commune de Saint-Bohaire, sur la rive droite de la Loire, conserve de nos jours le nom de Russy.

## Histoire
Historiquement, les forêts de Russy, de Boulogne et de Chambord ne formaient qu'une unique entité forestière difficilement franchissable, logée entre le haut du coteau-sud du Val de Loire et le haut du coteau-nord du val du Beuvron. La forêt de Russy est ainsi indépendante de celle de Boulogne depuis le développement urbain de la commune de Mont-près-Chambord.
La plus ancienne trace nommant la forêt de Russy comme telle date des années 1100, soit au début du règne du comte Thibaut IV qui en est d’ailleurs le propriétaire. La forêt est alors plutôt bien domestiquée par les hommes, d'après les historiens.
En 1397, à l'image du reste du comté, les droits de propriété sont transmis à la famille royale, puis définitivement intégrés aux terres du Royaume sous Henri II.
À la fin du XVe siècle, la famille Doulcet fit construire le château de Beauregard, au nord de Cellettes. Ce-dernier est ouvert au public. Au XVIIIe siècle, le château de la Chesnaie est construit aux abords de Chailles, avec le manoir de Clénord à l'est de Cellettes, puis, en 1894, c'est au tour de celui de la Boissière, à proximité de Seur. En revanche, ceux-ci ne sont pas accessibles au public.
En 1785, le roi Louis XVI échangea près de 1 600 Ha, soit près de la moitié de la forêt, au comte de Cormeray, en échange du comté de Sancerre. Lorsque la révolution éclata en 1789, ces terrains sont légalement récupérés par les communes alentour puis, en 1790, la forêt devient domaniale et propriété de l'État.
Entre 1886 et 1934, une ligne de tramway à vapeur traversait la forêt et reliait Blois-Vienne à Cellettes.
Depuis 2016, la forêt est coupée en deux parties hermétiques pour la faune de part et d'autre de la nouvelle route D956 (anciennement N765), inaugurée en tant que voie rapide reliant la Patte-d'Oie à Cheverny, par Clénord.

## Aménagement
La forêt est aujourd’hui aménagée en allées :
1. d'abord en partance du carrefour de la Patte d'Oie, à Saint-Gervais-la-Forêt :
  - L'allée de Seur, allant jusqu'à Seur ;
  - L'allée de Cellettes, allant jusqu'à Cellettes et le château de Beauregard, aujourd'hui doublée d'une véloroute ;
  - L'allée de Cheverny, aujourd'hui RD 956, allant jusqu'à Cheverny ;
  - L'allée de Boulogne, aujourd'hui RD 923, allant jusqu'à Mont-près-Chambord ;
2. puis, depuis le carrefour de l’Étoile :
  - L'allée de Saint-Gervais relie le carrefour aux hauts de Saint-Gervais-la-Forêt ;
  - L'allée de la Boissière reliant les bas de Saint-Gervais-la-Forêt au hameau de la Boissière, à Celettes ;
  - L'allée du Coteau relie le bas de la vallée, entre Saint-Gervais et Vineuil, au hameau de l’Archerie, à Celettes ;
  - L'allée de Chailles à Mont-près-Chambord ;
  - L'allée des Montils reliant le carrefour aux Montils.